# Gustavo Adolfo de Nassau-Saarbrücken
Gustavo Adolfo de Nassau-Saarbrücken (Saarbrücken, 27 de marzo de 1632-Estrasburgo, 9 de octubre de 1677) fue conde de Saarbrücken y mayor general en el Rin del Sacro Imperio Romano Germánico.

## Biografía
Era el segundo hijo varón del Conde Guillermo Luis de Nassau-Saarbrücken (1590 - 22 de agosto de 1640) y la Condesa Ana Amalia de Baden-Durlach (1595-1651), quienes lo nombraron en honor al rey Gustavo II Adolfo de Suecia, quien todavía estaba en vida en ese tiempo.
Durante la Guerra de los Treinta Años (1618-1648), la familia huyó a Metz, donde su padre falleció en 1640. En 1643 su madre retornó a Saarbrücken con sus hijos.
Desde 1645 hasta 1649 estudió en Basilea.
Después combatió en el lado francés contra España. En 1658 combatió contra Dinamarca en el servicio del rey sueco Carlos X Gustavo, quien era un duque de la Casa de Palatinado-Zweibrücken. Más tarde, sirvió en el ejército imperial, posiblemente hasta 1659.
Hasta 1651 su madre ejerció la regencia en su nombre; desde 1651 hasta 1659, fue su hermano mayor Juan Luis quien ejerció la regencia. En 1660, Gustavo Adolfo y sus hermanos Juan Luis y Valeriano dividieron el territorio; como consecuencia Gustavo Adolfo asumió el reinado de los condados de Saarbrücken y Saarwerden.
Se empleó a reconstruir el país devastado por la guerra, trajo de vuelta a los refugiados y reclutó colonos para la agricultura y trabajadores cualificados para la industria del vidrio en Klarenthal.
Adolfo no pudo resistir la "política de reunión" de Luis XIV. A pesar de ello, se negó a prestar juramento de lealtad al rey, incluso después de ser capturado en 1673 por los franceses y trasladado a Metz. Después de ser liberado un año más tarde, no le fue permitido retornar a su país.
Se enroló en el ejército imperial en 1676 y participó en la batalla de Phillipsburg en la Alsacia en 1677. Murió de las heridas sufridas en combate en el Monte Kochersberg (al noroeste de Estrasburgo). Finalmente fue enterrado, después de ocupar varias tumbas temporalmente, en la Iglesia de Santo Tomás en Estrasburgo. Su cuerpo momificado estuvo en exposición desde 1802 hasta 1990 en un sarcófago de vidrio. Su cuerpo fue transferido y enterrado en una tumba erigida por su esposa en la iglesia del castillo en Saarbrücken en 1998.

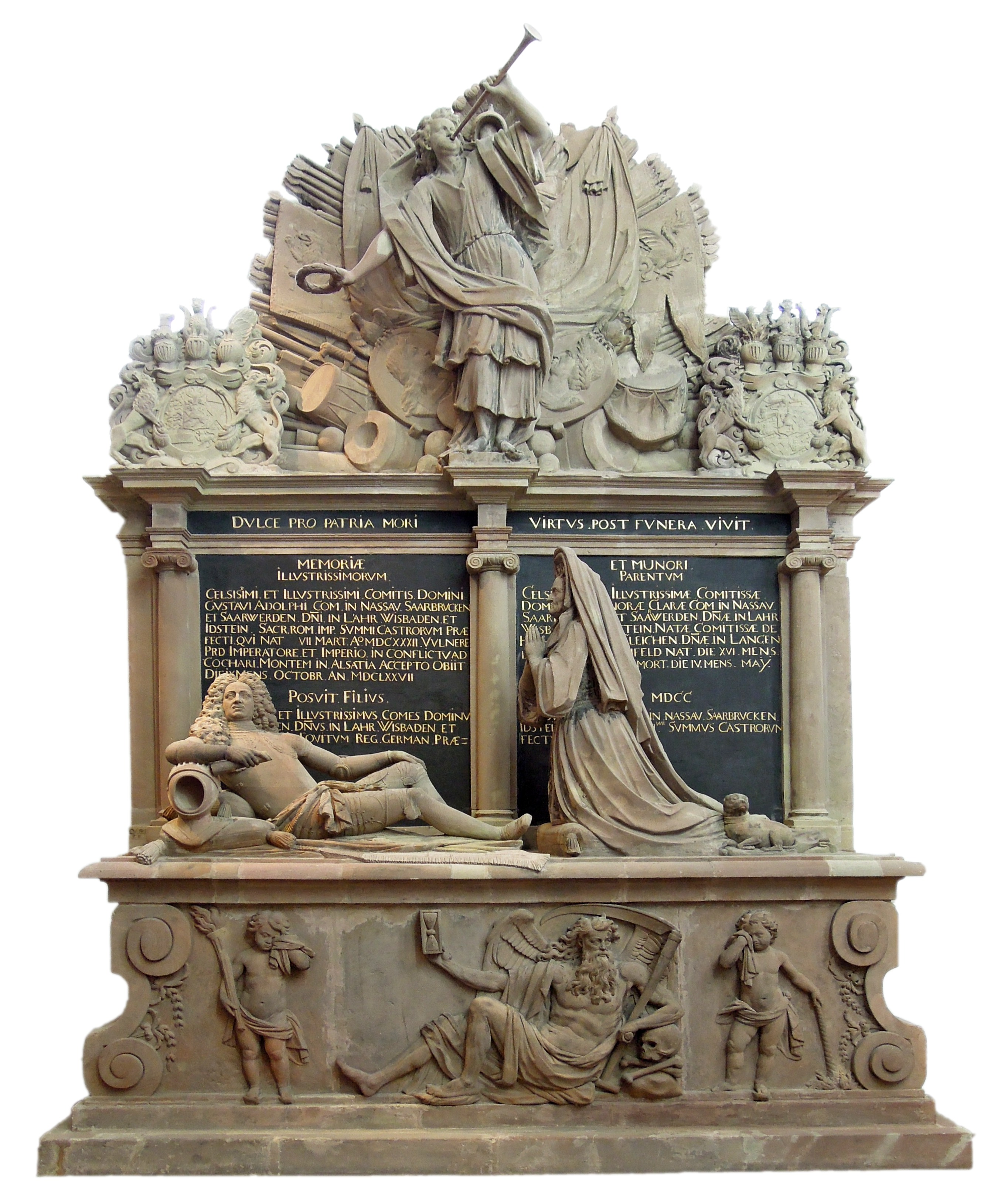
Tumba memorial de Gustavo Adolfo de Nassau-Saarbrücken, en el iglesia del Palacio de Saarbrücken.

### Matrimonio e hijos
El 14 de junio de 1662 contrajo matrimonio con la Landgravina Clara Leonor de Hohenlohe-Neuenstein (1632-1709), hija del Conde Crato de Hohenlohe-Neuenstein, con quien tuvo siete hijos:
- Luis Crato (1663-1713).
- Carlos Luis (1665-1723).
- Sofía Amalia (1666-1736).
- Gustavo Adolfo (1667-1683).
- Sofía Leonor (1669-1742).
- Sofía Dorotea (1670-1748).
- Felipe Guillermo (1671-1671).